# Iwan Penelow
Iwan Penelow (bulgarisch Иван Пенелов; * 18. Mai 1948) ist ein ehemaliger bulgarischer Eishockeyspieler. 

## Karriere
Iwan Penelow nahm für die bulgarische Nationalmannschaft an den Olympischen Winterspielen 1976 in Innsbruck teil. Mit seinem Team belegte er den zwölften und somit letzten Platz. Er selbst kam im Turnierverlauf in sechs Spielen zum Einsatz und erzielte dabei je ein Tor und eine Vorlage.  